# رقص تامزارا

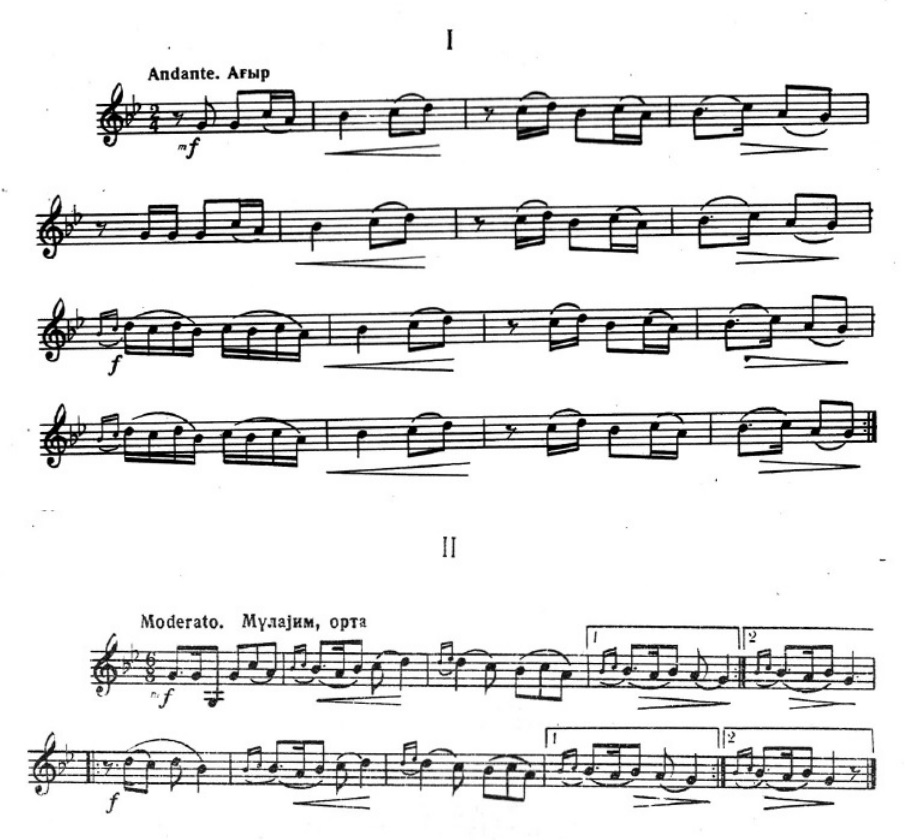
نت های رقص تنجار آذربایجانی

رقص تامزارا (ارمنی: Թամզարա; ترکی آذربایجانی: Tənzərə; ترکی استانبولی: Tamzara; یونانی: Τάμσαρα or Τάμζαρα) از رقص های فولکلوریک بومی در آناتولی است که در بین آشوریان ،ارامنه ،آذربایجانی ها و یونانیان رواج دارد.نام این رقص از روستایی ارمنی در منطقه نیکوپولیس (شبین قره‌حصار فعلی) گرفته شده است.